# Leave the World Behind
Leave The World Behind è un singolo dei DJ svedesi Axwell, Sebastian Ingrosso e Steve Angello e del DJ olandese Laidback Luke, pubblicato il 4 maggio 2009.

## Descrizione
Il brano è stato prodotto dai quattro DJ e ha visto la partecipazione vocale di Deborah Cox, che ha collaborato anche al processo di scrittura e composizione dello stesso. Leave the World Behind rappresenta inoltre la seconda collaborazione tra Axwell, Ingrosso e Angello, che in seguito formeranno gli Swedish House Mafia.
Nel 2013 un remake del brano della cantante svedese Lune ha scalato la classifica svedese fino a raggiungere la 22ª posizione.

## Video musicale
Il video è stato girato in Svezia, paese di origine di Axwell, Ingrosso e Angello. Il singolo viene utilizzato nella pubblicità della Volvo XC60 e la stessa auto viene utilizzata nel video musicale.

## Tracce
Download digitale
1. Leave the World Behind – 2:41

12" – 1ª versione (Regno Unito)
1. Leave the World Behind (Original Mix) – 6:50

12" – 2ª versione (Regno Unito)
- Lato A

1. Leave the World Behind (Daddy's Groove Magic Island Rework) – 8:33

- Lato B

1. Leave the World Behind (Dirty South Remix) – 7:05

CD (Belgio)
1. Leave the World Behind (Radio Edit) – 2:44
2. Leave the World Behind (Original Mix) – 6:50
3. Leave the World Behind (Dirty South Remix) – 8:27
4. Leave the World Behind (Daddy's Groove Magic Island Rework) – 7:07
5. Leave the World Behind (Dabruck & Klein Remix) – 8:17

CD (Italia)
1. Leave the World Behind (Radio Edit) – 2:43
2. Leave the World Behind (Original) – 6:49
3. Leave the World Behind (Daddy's Groove Magic Island Rework) – 7:07
4. Leave the World Behind (Dirty South Remix) – 8:26
5. Leave the World Behind (Dabruck & Klein Remix) – 8:18
6. Leave the World Behind (Ranucci/Pelusi/Provenzano Remix) – 6:46

Download digitale – All Mixes
1. Leave the World Behind (Radio Edit) – 2:41
2. Leave the World Behind (Original Mix) – 6:50
3. Leave the World Behind (Dirty South Remix) – 8:33
4. Leave the World Behind (Daddy's Groove Magic Island Rework) – 7:05
5. Leave the World Behind (Dimitri Vegas & Like Mike vs. SHM Dark Forest Edit) – 6:33
6. Leave the World Behind (Dabruck & Klein Remix) – 8:16
7. Leave the World Behind (Ranucci, Pelusi, Provenzano Remix) – 6:48

## Classifiche
| Classifica (2010)              | Posizione massima |
| ------------------------------ | ----------------- |
| Paesi Bassi                    | 75                |
| Stati Uniti (dance/electronic) | 40                |
| Svezia                         | 39                |